# Pygommatius apoticius
Pygommatius apoticius är en tvåvingeart som beskrevs av Scarbrough och Hill 2005. Pygommatius apoticius ingår i släktet Pygommatius och familjen rovflugor.
Artens utbredningsområde är Filippinerna. Inga underarter finns listade i Catalogue of Life.